# Inibitore suicida
Un inibitore suicida (o inattivatore suicida o inattivatore basato sul meccanismo) è un particolare tipo di inibitore enzimatico irreversibile.

## Meccanismo
In biochimica, l'inibizione suicida, anche conosciuta come inattivazione suicida o inibizione basata sul meccanismo, è una forma irreversibile di inibizione enzimatica, che ha luogo quando un enzima si lega ad un substrato analogo e forma con esso un complesso irreversibile, grazie alla formazione di un legame covalente durante la "normale" reazione di catalisi. L'inibitore si lega al sito attivo, dove viene modificato dall'enzima per produrre un gruppo reattivo che reagisce irreversibilmente a formare un complesso inibitore-enzima stabile.